# Saint-Pierre-des-Jonquières

Saint-Pierre-des-Jonquières este o comună în departamentul Seine-Maritime, Franța. În 1 ianuarie 2022 avea o populație de 76 de locuitori.